# Giba (Szardínia)
Giba település Olaszországban, Szardínia régióban, Carbonia-Iglesias megyében. Lakosainak száma 1916 fő (2023. január 1.). Giba Masainas, Piscinas, Tratalias és San Giovanni Suergiu községekkel határos.

## Népesség
A település lakossága az elmúlt években az alábbi módon változott:
| Lakosok száma | 2063 | 2044 | 1916 |
|               | 2017 | 2018 | 2023 |